# كأس الخليج تحت 17 سنة لكرة القدم 2008
كأس الخليج تحت 17 سنة لكرة القدم 2008 هي النسخة الخامسة من كأس الخليج تحت 17 سنة لكرة القدم وقد أقيمت في المملكة العربية السعودية، بمشاركة أربع منتخبات وهي المملكة العربية السعودية والإمارات العربية المتحدة وسلطنة عمان والبحرين، حيث تعتبر البطولة مقدمة لبطولة آسيا للشباب تحت 19 عاما.

## المنتخبات المتنافسة
- البحرين
- سلطنة عمان
- السعودية
- الإمارات

## النتائج

### المجموعة الأخيرة
| فريق       | نقاط | لعب | فاز | تعادل | خسر | أهداف له | أهداف له | فارق الأهداف |
| ---------- | ---- | --- | --- | ----- | --- | -------- | -------- | ------------ |
| السعودية   | 7    | 3   | 2   | 1     | 0   | 5        | 1        | +4           |
| الإمارات   | 6    | 3   | 2   | 0     | 1   | 6        | 3        | +3           |
| سلطنة عمان | 4    | 3   | 1   | 1     | 1   | 2        | 2        | 0            |
| البحرين    | 0    | 3   | 0   | 0     | 3   | 2        | 9        | −7           |

| الإمارات | 2 – 0 | سلطنة عمان |
| -------- | ----- | ---------- |
|          |       |            |

| السعودية | 3 – 1 | البحرين |
| -------- | ----- | ------- |
|          |       |         |

| البحرين | 1 – 4 | الإمارات                                                |
| ------- | ----- | ------------------------------------------------------- |
|         |       | عبدالله عيسى' · عبدالله عيسى' · محمد حسين' · فهاد سليم' |

| السعودية | 0 – 0 | سلطنة عمان                               |
| -------- | ----- | ---------------------------------------- |
|          |       | نذير العسكري' (18) · عبد الله صالح' (75) |

| البحرين | 0 – 2 | سلطنة عمان |
| ------- | ----- | ---------- |
|         |       |            |

| السعودية                                            | 2 – 0 | الإمارات |
| --------------------------------------------------- | ----- | -------- |
| عبدالله عطيف' (40)، ضربة جزاء' · ابراهيم طاهي' (50) |       |          |

## الفائز
| الفائز بكأس الخليج تحت 17 سنة لكرة القدم 2008 |
| --------------------------------------------- |
| · السعودية · للمرة الثانية                    |

## جوائز
| أفضل هداف     | أكثر لاعب قيمة  | أفضل حارس مرمى   |
| ------------- | --------------- | ---------------- |
| عبد الله عيسى | عبد الله الحافظ | عبد الله السديري |

## طالع أيضًا
- الاتحاد الآسيوي لكرة القدم
- كأس آسيا
- كأس شرق آسيا لكرة القدم
- كأس الخليج العربي
- بطولة اتحاد جنوب آسيا لكرة القدم
- بطولة اتحاد غرب آسيا لكرة القدم